# Cratere Calder
Calder  è un cratere sulla superficie di Mercurio.